# ستيفن نعمة
ستيفن نعمة أو يوسف نعمة (8 مارس 1889 - 30 أغسطس 1938) كان كاثوليكي لبناني ماروني متدين من النظام الماروني اللبناني. عمل نعمة على تخفيف آلام الناس خلال الحرب العالمية الأولى من خلال توزيع الطعام على هؤلاء. عانى من المجاعة وكان معروفًا بتكريسه الشديد لـ والدة الإله. عمل في حقول ديره والأديرة الأخرى وعمل أيضاً في البناء لفترة وجيزة ذاع صيته وطلبته الأديرة الأخرى ليعيش معهم لبصيرته الروحية وأخلاقيات العمل.
تم تطويب نعمة في 27 يونيو 2010 في لبنان.

## الحياة
ولد يوسف نعمة في 8 مارس 1889 في لحفد في لبنان وهو الأخير من بين سبعة أطفال لإسطفانوس بو هيكل نعمة وكريستينا بدوي حنا خالد. كان لديه ثلاثة أشقاء ذكور وشقيقتين. عمد في 15 آذار (مارس) 1889 في كنيسة السيدة العذراء بحفد. وكان الأب جرجس فاضل هو من عمّده. توفي والده عام 1903.
درس نعمة على يد النظام اللبناني الماروني في مدرسة سيدة النعمة في ساقي رشمايا. تفيد حكاية من طفولته أنه لاحظ ذات مرة غرير يدخل الكهف؛ حفر نعمة في تلك البقعة واكتشف الربيع والذي يُعرف حاليًا باسم "نافورة الغرير". وفي سنة 1905 دخل الابتداء للرهبانية اللبنانية المارونية في دير القديسين قبريانوس ويوستينا في كفيفان. ألقى نعمة نذوره الرهبانية في 23 أغسطس 1907 باسم إشفان. لقد ألقى نذوره الرسمية باعتباره متدينًا في 13 أبريل 1924. في العديد من الأديرة كان يقوم بأعمال يدوية في الحقول والحدائق بالإضافة إلى العمل في البناء والنجارة. لاحظ معاصرو نعمة بشكل خاص تكراره المستمر للشعار: "الله يراني". خلال الحرب العالمية الأولى قام بتوزيع الطعام على أولئك الذين يعانون من المجاعة.
توفي نعمة بسبب حمى شديدة أدت إلى سكتة دماغية الساعة 7:00 مساءً. بتاريخ 30 آب سنة 1938 في دير كفيفان. قبل لحظات من وفاته، سأله الأخ شربل نعمة إذا كان من الجيد جلب الماء، فأجاب الراهب نعمة أنه يستطيع ذلك إذا أراد. مات الراهب بعد لحظات فقط بينما كان زميله الراهب يبحث عن الماء. رفاته موجودة في دير القديسين قبريانوس ويوستينا ويقال أنه عثر عليها غير فاسد. وجد الرهبان الذين فحصوا القبر في 10 مارس 1951 أن رفاته لم تتحلل. نقل الرفات إلى قبر جديد حيث يطلب الزوار شفاعته ويطلبون شفاءه.[بحاجة لمصدر]

## التطويب
بدأت عملية التطويب في عملية أبرشية امتدت لعدة أسابيع من 27 نوفمبر 2001 حتى 17 ديسمبر 2001 بينما جاءت المقدمة الرسمية تحت عنوان البابا يوحنا بولس الثاني في 16 يناير 2002 بعد أن أصدر مجمع دعاوى القديسين الرسمي "نيهيل أوبستات" للقضية وأطلق عليه لقب خادم الله. سي.سي.اس. حقق من صحة عملية الأبرشية في روما في 26 أبريل 2002 وحصلت على بوسيتيو في عام 2005 للتقييم.
اجتمع اللاهوتيون ووافقوا على القضية في 2 مارس 2007 كما فعلت سي.سي.اس أعضاء في 16 أكتوبر 2007 مما سمح بدوره لـ البابا بنديكتوس السادس عشر بتسميته كـ الموقر في 17 ديسمبر 2007 بعد تأكيد فضيلته البطولية. تمت عملية المعجزة حيث نشأت واستقبلت لاحقًا سي.سي.اس حقق من الصحة في 14 فبراير 2003 قبل الحصول على موافقة المجلس الطبي في روما في 1 أكتوبر 2009. ووافق اللاهوتيون لاحقًا على هذا في 16 ديسمبر 2009 كما فعلت سي.سي.اس في 16 مارس 2010 قبل أن يوافق البابا بنديكتوس السادس عشر على المعجزة والتطويب في 27 مارس 2010.
طوب نعمة في لبنان في 27 يونيو 2010 وترأس المطران أنجيلو أماتو الاحتفال نيابة عن البابا. المعجزة المذكورة كانت شفاء الأخت مارينا نعمة من ساركوما عظمية. وحضر الرئيس ورئيس الوزراء و50 ألف شخص آخر. المفترض الحالي المخصص لهذه القضية هو القس بولس القزي.

## روابط خارجية
- دائرة سير القديسين
- الموقع الرسمي
- القديسين SQPN
- سانتي إي بيتي

## أنظر أيضاً
- نورا بيرقداريان
- زينو محاميد
- عماد سلامة